# شرائح صدور الدجاج المقرمشة
شرائح صدور الدجاج المقرمشة أوأصابع الدجاج (بالإنجليزية: Chicken fingers)‏ هي لحوم الدجاج التي لا تحتوي على الجلد أو العظام، تقطّع على شكل أصابع أو قطع صغيرة. تغمّس هذه القطع في خليط مقرمش ثم تقلّى في بالزيت. تقدّم عادةً كمقبلات.

## التحضير
يمكن أن تحضّر من الدجاج المسحّب، اللبن الزبادي، الزيت، الدقيق، أنزاع مختلفة من البهارات، زلال البيض والحليب. بالإضافة إلى الخليط المقرمش الذي يمكن أن يحضّر من الكورنفلكس والجبن المبروش.